# ديف بربور
ديف بربور (بالإنجليزية: Dave Barbour)‏ هو عازف قيثارة جاز وكاتب أغاني وعازف قيثارة أمريكي، ولد في 28 مايو 1912 في نيويورك في الولايات المتحدة، وتوفي في 11 ديسمبر 1965 في ماليبو في الولايات المتحدة.

## وصلات خارجية
- ديف بربور على موقع IMDb (الإنجليزية)
- ديف بربور على موقع الموسوعة البريطانية (الإنجليزية)
- ديف بربور على موقع ميوزك برينز (الإنجليزية)
- ديف بربور على موقع أول ميوزيك (الإنجليزية)
- ديف بربور على موقع ديسكوغز (الإنجليزية)
- ديف بربور على موقع قاعدة بيانات الفيلم (الإنجليزية)